# Darreh Kabūd
Darreh Kabūd (persiska: درّه کبود, Darreh Kabūd ‘Olyā) är en ort i Iran.   Den ligger i provinsen Lorestan, i den västra delen av landet, 300 km sydväst om huvudstaden Teheran. Darreh Kabūd ligger 1 881 meter över havet och antalet invånare är 184.
Terrängen runt Darreh Kabūd är kuperad västerut, men österut är den bergig. Terrängen runt Darreh Kabūd sluttar norrut. Runt Darreh Kabūd är det ganska tätbefolkat, med 72 invånare per kvadratkilometer. Närmaste större samhälle är Aznā, 18,8 km öster om Darreh Kabūd. Trakten runt Darreh Kabūd består i huvudsak av gräsmarker.